# Lawrence Kohlberg
Lawrence Kohlberg (25. října 1927 – 19. ledna 1987) byl americký psycholog, 30. nejcitovanější ve 20. století. . Narodil se v Bronxville, New York. Vyučoval jako profesor na Chicagské univerzitě, na Harvardově univerzitě a také na Yaleově univerzitě . Je známý svým studiem morální výchovy, morálního zdůvodňování a morálního vývoje. Kohlberg byl blízkým následníkem Jean Piagetovy teorie kognitivního vývoje, jeho práce odráží a možná dokonce i rozšiřuje práci jeho předchůdce. Tato práce byla dále rozšířena a upravená takovými vědci jako je Carol Gilligan a James Rest.

## Mládí
Lawrence Kohlberg vyrůstal v bohaté rodině a navštěvoval Phillipsovu Academii, vyhlášenou soukromou střední školu. Během 2. světové války, po ukončení středního vzdělání, se nechal naverbovat a stal s inženýrem na nákladní lodi. Na této lodi se on a jeho kamarádi rozhodli pomoci Židům pokoušejícím se o útěk z Evropy do Palestiny. To se jim povedlo tak, že je převáželi v bednách od banánů, které byly tajně přestavěny na postele, čímž oklamali vládní inspektory, kteří vytvořili britskou blokádu oblasti.

## Vyučování & Výzkum
V roce 1962 začal učit na Chicagské univerzitě v Komisi pro lidský vývoj, čímž dále prodloužil svůj čas strávený v akademii. V roce 1968, když mu bylo 40 a měl dvě děti, se stal profesorem vzdělávání a sociální psychologie na Harvardově univerzitě. Na Harvardu poznal Carol Gilligan, která se později stala jeho spolupracovnicí a kritičkou jeho stádijní teorie morálního vývoje.
Během návštěvy Izraele v roce 1969 Kohlberg cestoval do kibucu a pozoroval o kolik byli zdejší mladíci více morálně vyvinuti v porovnání s mladíky, kteří nebyli části kibbutzim. Rozhodl se přemyslet jeho současný výzkum a začít znovu vybudováním nové školy nazvané the Cluster School. The Cluster School byla vedena jako „spravedlivá komunita“, kde studenti mezi sebou udržovali základní a důvěryhodné vztahy, používali demokracii k vytváření všech školních rozhodnutí. Vybaven svým prvním modelem vytvořil podobné „spravedlivé komunity“ v dalších školách a dokonce jednu ve vězení.

## Smrt
Kohlberg se nakazil tropickou chorobou v roce 1971, když prováděl mezi-kulturní studii v Belize. V následujících šestnácti letech bojoval s depresí a fyzickou bolestí. 19. ledna 1987 si vyžádal možnost opuštění Massachusettské nemocnice, kde byl léčen, odjel na pobřeží a podle některých zdrojů se záměrně utopil v Bostonském přístavu. Zemřel v 59 letech.